# Кораополис
Кораополис (англ. Coraopolis) — боро в округе Аллегейни, Пенсильвания, США. Население составляло 5599 человек по переписи 2020 года. В 1940 году население достигло пика в 11 086 человек.
Кораополис расположен к западу от Питтсбурга, вдоль реки Огайо и к востоку от международного аэропорта Питтсбурга. Район известен своим крутым рельефом, многочисленными кирпичными улицами и большими старыми домами. В городе расположены штаб-квартиры Dick's Sporting Goods и American Bridge Company.